# مشعريات ثلاثية
المشعريات الثلاثية (الاسم العلمي: Tritrichomonadida) هي رتبة من اللجفاوات تتبع ذوات الجسيم القاعدي من شعبة الفوق مونيات.

## التصنيف
- المتحولات الثنائية
  - مجانسات المتحولة الثنائية
    - المتحولة الثنائية